# Autopatcher
AutoPatcher è un programma che si pone come alternativa a Windows Update. Sviluppato da Antonis Kaladis e Jason Kelley, è una collezione esaustiva di patch di sicurezza, addon e tweak (trucchi) di registro raccolti in un unico pacchetto progettato per aggiornare un sistema Windows 2000 SP4, Windows XP SP3, Windows Server 2003 SP2, Windows Vista o Windows 7 SP1, da un file locale, senza la necessità di utilizzare Windows Update o collegarsi a una rete ogni volta.
La distribuzione del programma è stata fermata il 29 agosto 2007, dopo più di quattro anni di esistenza, come risultato di parecchi ordini di cessazione recapitati al team Neowin e ad alcune fonti di download. Microsoft ha preso questa decisione per "ragioni di sicurezza" ma senza chiarirsi ulteriormente.
Subito dopo che il progetto è stato chiuso, Kaladis ha deciso di continuare la produzione di AutoPatcher. Per evitare le richieste di cessazione della Microsoft, includerà un'utility che scarica gli aggiornamenti direttamente dai server Microsoft invece di includerli su Autopatcher, in maniera simile al progetto della rivista tedesca c't Offline Updater.

## Utilizzi
AutoPatcher è stato progettato per:
- gli utenti che formattano i loro hard disk o reinstallano Windows frequentemente.
- gli amministratori di sistema che cercano aggiornamenti specifici ai tanti computer equipaggiati con Windows.
- gli utenti che vogliono evitare a priori di connettersi a Internet con un computer non sicuro, in modo da scaricare le patch necessarie a proteggere i loro sistemi.
- gli utenti con una connessione lenta a Internet che possono scaricare AutoPatcher utilizzando una connessione veloce su un altro computer, per poi masterizzarlo su un CD o su Pen-drive USB.
- gli utenti che cercano flessibilità nel reperimento delle patch (AutoPatcher include per convenienza, un numero di "add-on" comuni, e consente per configurazione di essere salvati e reimpiegati su altre macchine)

## Scopo
AutoPatcher è stato in grado di funzionare su supporti rimovibili come CD, DVD e Pen-drive USB, avviandolo dalla rete (drive mappati) o su hard disk locale.

## Cronologia del progetto

### Versione 1.0
La struttura originale di AutoPatcher era quella di un semplice programma batch creato da Jason Kelley e distribuito nei forum Neowin il 15 ottobre 2003
.  Il programma originale conteneva 22 aggiornamenti e poteva solamente essere utilizzato su Windows XP SP1. Fin dalla prima distribuzione le persone chiedevano maggiori aggiornamenti, funzionalità, e un'interfaccia moderna. Jason venne contattato da Antonis Kaladis e uno di loro riscrisse il programma AutoPatcher, iniziando a mantenerlo e a distribuirlo.

### Versioni 4.0 - 4.2
Le versioni 4.0 - 4.2 furono un grande passo in avanti rispetto ai vecchi processi batch nonché la successiva tappa del programma.  Queste versioni hanno visto l'utilizzo del formato file .AXP per la personalizzazione del programma, quindi maggior stabilità. C'è stata solo una release creata per questa serie, la Full, che conteneva tutti gli aggiornamenti critici, raccomandati e gli aggiornamenti dei componenti, in genere applicazioni comunemente usate come la piattaforma Java di Sun Microsystems, e trucchi di registro.

### Versione 4.5
La versione 4.5 (Marzo '04) ha visto alcuni importanti cambiamenti dalle precedenti release v4. Questa release ha visto per la prima volta diversi tipi di release; le release Full, Lite, e Ultralite, che conteneva gli aggiornamenti critici. La release Lite conteneva tutti gli aggiornamenti raccomandati e poche applicazioni extra che la release UltraLite non aveva. La release Full conteneva aggiornamenti critici, raccomandati e gli aggiornamenti dei componenti, applicazioni comunemente usate come la piattaforma Java di Sun Microsystems, e trucchi di registro.  La versione 4.5 ha anche visto l'integrazione di un database XML, e l'icona corrente, disegnata da  Foood (archiviato dall'url originale il 25 novembre 2007)..

### Versione 5.1
Ci sono stati tre 'tipi di release' nell'era 5.1; Full e Lite che contenevano entrambi gli aggiornamenti critici, raccomandati e gli aggiornamenti dei componenti, applicazioni comunemente usate come la piattaforma Java di Sun Microsystems, e trucchi di registro. La release Lite conteneva poche applicazioni extra rispetto alla release Full. Le release Update servivano ad aggiornare le release dei mesi precedenti con le ultime copie dei file trovate nelle ultime release Full & Lite. Questi download di più piccole dimensioni vennero progettati per ridurre il carico di banda necessario per la distribuzione.
Dal maggio 2007, le versioni 5.1 non furono più distribuite.

### Versione 5.6
La versione 5.6 del motore di AutoPatcher ha integrato una nuova interfaccia utente, più "intelligente" scripting rispetto alla versione precedente 5.1.
I cambiamenti dalla versione 5.1 includono:
- Supporto per Windows Vista e Windows XP Media Center Edition;
- La rilevazione di: Windows Media Player, Windows Live Messenger/MSN Messenger, DirectX, .NET e Windows Installer;
- La rilevazione dei componenti di Microsoft Office: Word, Excel, PowerPoint, Outlook, Access, Project, Publisher, OneNote, FrontPage, InfoPath, Visio, SharePoint Designer e Groove;
- Rileva gli hotfix che sono stati integrati.

#### Windows
Le nuove release che utilizzano questa versione sono cominciati con la release di maggio 2007 con un mutamento nella terminologia:
- Le release Full sono state sostituite dalle release Core. Le release Core contengono ancora gli aggiornamenti critici, aggiornamenti raccomandati, aggiornamenti opzionali, e vari trucchi presenti nelle release Full, ma gran parte degli add-on sono stati spostati in Add-On pack separati.
- Le release Lite non esistono più, dato che gli add-on sono diventati degli Add-On pack a sé.
- Le release Update sono rimaste le stesse, e sono disponibili ogni mese per aggiornare la release Core.

Le release di AutoPatcher Core sono cumulative; non sono richieste le versioni precedenti.
Le release di AutoPatcher Update sono incrementali; devono essere installate tutte le precedenti release Update distribuite dopo l'ultima release Core.
Quindi l'ordine in cui installare le release è:
```
   Core + Addon(Opzionale) + Update [+ Update 
[+ ...]]
```

#### Office
I primi pacchetti di AutoPatcher per Office sono stati distribuiti il 20 agosto 2007, e consistono in AutoPatcher Office 2002 Core, AutoPatcher Office 2003 Core, AutoPatcher Office 2007 Core e AutoPatcher Office Addon Pack.
Le release di AutoPatcher Office seguono la stessa struttura dei nomi delle release di AutoPatcher per Windows.

#### Moduli personalizzati
È possibile realizzare moduli personalizzati "Stand Alone" da abbinare ad AutoPatcher in modo da installare altri programmi di terze parti, trucchi ecc. Può essere utile, ad esempio, nell'ambito commerciale per il mantenimento di software realizzati ad-hoc dalle società sviluppatrici per esigenze e scopi specifici.
Il team di AutoPatcher mantiene una lista di moduli stand alone autenticati, firmati e compilati per l'uso con AutoPatcher,  ma che non sono eleggibili per l'inclusione negli add-on pack.

### Chiusura del progetto
Il team di AutoPatcher ha chiuso il progetto dopo aver ricevuto un'email da parte di Microsoft che richiedeva l'interruzione della distribuzione in data 29 agosto 2007. Questa notizia è arrivata dopo quattro anni dall'esistenza di AutoPatcher, e ha sorpreso molti. Microsoft ha menzionato i rischi di sicurezza inerenti alla distribuzione di terze parti delle loro patch, ma non è chiaro se questa sia l'intera motivazione dietro questa decisione. La Microsoft ha negato la possibilità che AutoPatcher abbia aggirato la protezione Windows Genuine Advantage che il software nascondeva. Per supportare parzialmente la loro decisione, Microsoft ha stabilito che gli utenti Firefox potranno adesso accedere al sito Windows Update per i sistemi pre-Windows Vista. Nonostante ciò, i siti di Windows Update e Microsoft Update richiedono ancora Internet Explorer 5 o superiore.
Nonostante il fatto che il software sia stato comunemente usato per installazioni offline e di rete, e non puramente come un mezzo alternativo per evitare Internet Explorer, Microsoft non ha indirizzato il problema.

### Ritorno
Antonis ha rivelato nel blog di AutoPatcher che la sua più grande preoccupazione dopo che il progetto venne interrotto da Microsoft è stata che "le persone del globo iniziassero a scrivere per conto proprio i moduli personalizzati con la redistribuzione in release proprie." Ha aggiunto che una delle funzioni di sicurezza di AutoPatcher "catalogherà automaticamente queste release come non ufficiali", ma se gli utenti finali hanno avuto la possibilità di ricorrere a queste release non ufficiali, la diffusione di software maligno potrebbe essere molto più semplice con la chiusura del progetto.
Come risultato, Antonis ha deciso di continuare a lavorare sul progetto AutoPatcher, creando uno strumento — AutoPatcher Updater, o APUP — per scaricare automaticamente le patch richieste dai server web Microsoft in modo da conservarle nella stessa struttura dei file usata nelle precedenti release
di AutoPatcher. Antonis ha rivelato che una volta che i file verranno scaricati dai server Microsoft "ogni cosa tornerà al suo posto come già sappiamo."

## Team
Il team di AutoPatcher è composto da un vasto personale, con conoscenze profonde sulle nuove release degli aggiornamenti Microsoft. Queste persone hanno unito le risorse necessarie per far pervenire ogni mese al pubblico le release Update. Le traduzioni sono curate da uno o più membri del team. I principali membri del team di AutoPatcher sono:
- Antonis Kaladis - Gestore del Progetto & Sviluppatore Capo
- Jason Kelley - Creatore originale & Gestore originale delle prime release (Ritirato)
- Lyndon Brown - Gestore Release (AutoPatcher 2000/XP/2003 x86) & Maintainer PDMS (Ritirato[5])
- Renato Ribeiro - Gestore Release (AutoPatcher Vista/XP/2003 x64) & Maintainer di AutoPatcher in lingua portoghese
- Marcin Wawer - Maintainer di AutoPatcher in lingua polacca
- Torstein Nicolaysen - Maintainer di AutoPatcher in lingua norvegese (Ritirato?)
- Paul Deen - Maintainer di AutoPatcher in lingua olandese
- Pascal Bekkering - Maintainer di AutoPatcher in lingua olandese
- Giannis Skevakis - Maintainer di AutoPatcher in lingua greca (Ritirato?)